# Limonia perextensa
Limonia perextensa là một loài ruồi trong họ Limoniidae. Chúng phân bố ở miền Australasia.